# UFC 205
UFC 205：阿尔瓦雷斯对麦格雷戈（UFC 205: Alvarez vs. McGregor）是终极格斗冠军赛（UFC）主办的一场综合格斗赛事，于2016年11月12日在美国纽约市的麦迪逊广场花园举行。
此次比赛后，康纳·麦格雷戈成为了UFC史上首位同时拥有两个级别冠军头衔的格斗选手。

## 结果
1. ↑  UFC轻量级冠军战
2. ↑  UFC沉量级冠军战
3. ↑  UFC女子草量级冠军战